# Helictes paucus
Helictes paucus är en stekelart som beskrevs av Dasch 1992. Helictes paucus ingår i släktet Helictes och familjen brokparasitsteklar. Inga underarter finns listade i Catalogue of Life.